# Kit McGraw
Pour les articles homonymes, voir McGraw.
Kit McGraw est un personnage de la série télévisée Nip/Tuck, interprété par l'actrice Rhona Mitra, qui apparaît dans la troisième saison. 
Kit est une inspectrice de police originaire d'Angleterre (Londres). Elle vient à Miami pour retrouver et arrêter le Découpeur. 
Dans le cadre de son enquête, Kit interroge Christian Troy, qui est alors la dernière victime en date du Découpeur. Bisexuelle, elle entame bientôt un ménage à trois avec Christian et sa compagne, Kimber Henry, mais Christian ne tarde pas à y mettre fin.  
Par la suite, Kit accuse Christian d'être le Découpeur et vient l'arrêter ; il semble que cette accusation ne soit que le résultat d'une vengeance personnelle de Kit, qui serait allée jusqu'à fabriquer de fausses preuves pour faire croire que Christian est le coupable et le punir ainsi d'avoir mis fin à leur relation. Christian est bientôt innocenté, mais la rumeur selon laquelle il serait le Découpeur porte préjudice à la clinique McNamara/Troy, qui va connaître des difficultés financières. 
Dans le dernier épisode de la troisième saison, il s'avère que Kit mène un double jeu: en réalité, elle n'est pas britannique, mais américaine, s'appelle Katherine Costa et est la sœur - ainsi que la complice - de Quentin Costa, l'homme qui se cache sous le masque du Découpeur.